# Zhu Ling (siatkarka)
Zhu Ling (chiń. 朱玲, ur. 10 lipca 1957 w Laiwu) – chińska siatkarka, złota medalistka igrzysk olimpijskich i pucharu świata.

## Życiorys
Zhu zaczęła trenować siatkówkę podczas uczęszczania do szkoły w Chongqing. W 1975 została zawodniczką lokalnej drużyny siatkówki w Syczuanie, a w 1979 została po raz pierwszy powołana do drużyny narodowej. W 1983 Zhu była w składzie reprezentacji Chin, która wywalczyła złoto w pucharze świata rozgrywanym w Japonii. W 1983 zdobyła srebrny medal na mistrzostwach Azji w Japonii. Wystąpiła na igrzyskach olimpijskich 1984 odbywających się w Los Angeles. Zagrała we wszystkich trzech meczach fazy grupowej, półfinale oraz finale ze Stanami Zjednoczonymi, w którym tryumfowały Chinki.
Po zakończeniu kariery sportowej Zhu studiowała na Wydziale Literatury Chińskiej na Uniwersytecie Syczuańskim. W 1988 została zastępcą dyrektora prowincjonalnego biura sportowego w Syczuanie, a w 2004 awansowała na stanowisko dyrektora. W 2018 przeszła na emeryturę.